# Maria d'Aviz
Maria d'Aviz (Lisbona, 12 agosto 1538 – Parma, 7 settembre 1577), fu consorte di Alessandro Farnese e principessa ereditaria di Parma e Piacenza.

## Biografia

### Giovinezza
Maria era la figlia del Principe Eduardo d'Aviz, quarto duca di Guimarães, infante di Portogallo e figlio di Manuele I del Portogallo, e di Isabella di Braganza. Nell'ambito della politica europea perseguita da Filippo II di Spagna e da Ottavio Farnese, duca di Parma, sposò Alessandro Farnese, il figlio del duca.

### Matrimonio
Il matrimonio fu celebrato a Bruxelles l'11 novembre 1565, presso la corte di Filippo II. I festeggiamenti furono talmente sontuosi che le spese, nonostante fossero tutte a carico del sovrano, sembrarono eccessive persino al duca.

### A Parma
La coppia si trasferì a Parma nel 1566. L'anno successivo nacque la loro primogenita, Margherita, che, in seguito, fu ripudiata dal marito Vincenzo I Gonzaga perché sterile, e terminò la sua vita chiusa in un convento.
Nel 1569 venne alla luce il secondogenito Ranuccio, futuro duca di Parma e, nel 1573, nacque il terzogenito Odoardo, futuro cardinale.

### Attività nel sociale
Maria era una donna di profondi sentimenti religiosi, di costumi castigatissimi ed innamoratissima del marito, che frequentava pubblicamente molte signore del ducato. Umiliata da questa situazione, Maria si dedicò alla carità. 
Il Livro de Cozinha, un manoscritto considerato come il più antico testo di cucina portoghese e conservato presso la Biblioteca nazionale Vittorio Emanuele III, era fra i libri appartenenti alla principessa e giunse probabilmente in Italia con lei in occasione delle nozze con Alessandro Farnese.

### Morte
Morì nel 1577 all'età di trentanove anni. Pochi mesi dopo Alessandro tornò nelle Fiandre per non rientrare più a Parma.
Le sue spoglie mortali nel 1823 vennero fatte traslare da Maria Luigia dalla chiesa di Santa Maria Maddalena nella cripta della chiesa della Steccata, dove riposano insieme a quelle di Alessandro.

## Discendenza
Maria e Alessandro Farnese ebbero:
- Margherita (1567-1643);
- Ranuccio (1569-1622);
- Odoardo (1573-1626).

## Ascendenza
|                          |                           |                              | Genitori                  |  |  | Nonni |  |  | Bisnonni          |  |  | Trisnonni              |  |
|                          |                           |                              |                           |  |  |       |  |  | Ferdinando d'Aviz |  |  | Edoardo del Portogallo |  |
|                          |                           |                              |                           |  |  |       |  |  | Ferdinando d'Aviz |  |  | Edoardo del Portogallo |  |
|                          |                           | Eleonora di Castiglia        |                           |  |  |       |  |  | Ferdinando d'Aviz |  |  |                        |  |
| Manuele I del Portogallo |                           |                              |                           |  |  |       |  |  | Ferdinando d'Aviz |  |  |                        |  |
|                          |                           | Beatrice d'Aviz              | Giovanni d'Aviz           |  |  |       |  |  |                   |  |  |                        |  |
|                          |                           | Beatrice d'Aviz              | Giovanni d'Aviz           |  |  |       |  |  |                   |  |  |                        |  |
|                          |                           | Beatrice d'Aviz              | Isabella di Braganza      |  |  |       |  |  |                   |  |  |                        |  |
| Eduardo d'Aviz           |                           | Beatrice d'Aviz              |                           |  |  |       |  |  |                   |  |  |                        |  |
|                          |                           | Ferdinando II d'Aragona      | Giovanni II d'Aragona     |  |  |       |  |  |                   |  |  |                        |  |
|                          |                           | Ferdinando II d'Aragona      | Giovanni II d'Aragona     |  |  |       |  |  |                   |  |  |                        |  |
|                          |                           | Ferdinando II d'Aragona      | Giovanna Enríquez         |  |  |       |  |  |                   |  |  |                        |  |
| Maria di Trastámara      |                           | Ferdinando II d'Aragona      |                           |  |  |       |  |  |                   |  |  |                        |  |
|                          |                           | Isabella di Castiglia        | Giovanni II di Castiglia  |  |  |       |  |  |                   |  |  |                        |  |
|                          |                           | Isabella di Castiglia        | Giovanni II di Castiglia  |  |  |       |  |  |                   |  |  |                        |  |
|                          |                           | Isabella di Castiglia        | Isabella del Portogallo   |  |  |       |  |  |                   |  |  |                        |  |
| Maria d'Aviz             |                           | Isabella di Castiglia        |                           |  |  |       |  |  |                   |  |  |                        |  |
|                          | Ferdinando II di Braganza | Ferdinando I di Braganza     |                           |  |  |       |  |  |                   |  |  |                        |  |
|                          | Ferdinando II di Braganza | Ferdinando I di Braganza     |                           |  |  |       |  |  |                   |  |  |                        |  |
|                          | Ferdinando II di Braganza | Giovanna di Castro           |                           |  |  |       |  |  |                   |  |  |                        |  |
| Giacomo di Braganza      | Ferdinando II di Braganza |                              |                           |  |  |       |  |  |                   |  |  |                        |  |
|                          |                           | Isabella di Viseu            | Ferdinando del Portogallo |  |  |       |  |  |                   |  |  |                        |  |
|                          |                           | Isabella di Viseu            | Ferdinando del Portogallo |  |  |       |  |  |                   |  |  |                        |  |
|                          |                           | Isabella di Viseu            | Beatrice d'Aviz           |  |  |       |  |  |                   |  |  |                        |  |
| Isabella di Braganza     |                           | Isabella di Viseu            |                           |  |  |       |  |  |                   |  |  |                        |  |
|                          |                           | Juan Alfonso Pérez de Guzmán | Enrique Pérez de Guzmán   |  |  |       |  |  |                   |  |  |                        |  |
|                          |                           | Juan Alfonso Pérez de Guzmán | Enrique Pérez de Guzmán   |  |  |       |  |  |                   |  |  |                        |  |
|                          |                           | Juan Alfonso Pérez de Guzmán | …                         |  |  |       |  |  |                   |  |  |                        |  |
| Leonor Pérez de Guzmán   |                           | Juan Alfonso Pérez de Guzmán |                           |  |  |       |  |  |                   |  |  |                        |  |
|                          |                           | Isabel Fernández de Velasco  | …                         |  |  |       |  |  |                   |  |  |                        |  |
|                          |                           | Isabel Fernández de Velasco  | …                         |  |  |       |  |  |                   |  |  |                        |  |
|                          |                           | Isabel Fernández de Velasco  | …                         |  |  |       |  |  |                   |  |  |                        |  |
|                          |                           | Isabel Fernández de Velasco  |                           |  |  |       |  |  |                   |  |  |                        |  |